# La Nostalgie des buffets de gare
 (mars 2024).
La Nostalgie des buffets de gare est un essai de Benoît Duteurtre paru en 2015, décrivant l’évolution depuis les années 1990 de la gestion de la SNCF et des services aux usagers et une analyse des causes de la dégradation constatée. Cet essai reprend les thèmes exposés dans le précédent ouvrage Chemins de fer paru en 2006 qui abordait, de plus, le sujet du déclin du fret ferroviaire. 

## Résumé

### Constat
Benoît Duteurtre déplore une gestion de la SNCF imitée du transport aérien avec modulation des prix dans une fourchette très large en fonction de la date du voyage et de celle d’achat du billet, réservations obligatoires, nouvelles gares TGV éloignées des centres urbains ressemblant à des aéroports, d’accès difficile imposant l’utilisation de la voiture, offres promotionnelles limitées à un petit nombre de parcours, complexité de procédures difficilement maîtrisables pour les personnes peu habituées aux usages numériques, contrôles, obligation d’étiquetage des bagages, imposition de donner son identité.
Cette évolution supprime les avantages traditionnels du service ferroviaire, simplicité, équité, souplesse (possibilité de prendre un train d’un horaire différent sur le parcours indiqué sur le billet), facilité d’accès, large desserte du territoire, tarification kilométrique, possibilité d’achat à la dernière minute sans pénalisation. Les attentes imposées, les parcours d’accès aux gares TGV à la campagne, font perdre une partie des gains de temps de la grande vitesse. 
L’auteur déplore la transformation de grandes gares en centres commerciaux et la disparition ou la dégradation de services à la disposition des voyageurs, consignes, expédition de bagages enregistrés, buffets, restauration dans les trains, la suppression de la plupart des trains de nuit, la dégradation progressive du matériel en dehors des TGV. 
Il constate l’état d’abandon de nombreuses petites lignes, les « trains déclassés » destinés aux catégories sociales déclassées, passagers à faible plus-value,  la balkanisation par régions des services TER, la dégradation de grandes lignes en dehors des TGV.

### Causes
Comme l’ensemble des entreprises publiques et privées, la SNCF  est passée à partir des années 1990, de normes comptables inspirées par le New Deal fondées sur l’État social, dans lesquelles la rentabilité s’appréciait globalement, les profits réalisés sur les opérations bénéficiaires permettaient de financer des prestations déficitaires assurant ainsi un service public égalitaire, à une comptabilité dans laquelle chaque service doit être rentable individuellement et dégager le profit maximum.